# Parapoynx ophiaula
Parapoynx ophiaula là một loài bướm đêm trong họ Crambidae.